# Bistum Hamilton
Das Bistum Hamilton (lateinisch Dioecesis Hamiltonensis, englisch Diocese of Hamilton) ist eine in Kanada gelegene römisch-katholische Diözese mit Sitz in Hamilton.

## Geschichte
Das Bistum Hamilton wurde am 29. Februar 1856 durch Papst Pius IX. aus Gebietsabtretungen des Bistums Toronto errichtet. Das Bistum Hamilton gab am 22. November 1958 Teile seines Territoriums zur Gründung des Bistums Saint Catharines ab.
Das Bistum Hamilton ist dem Erzbistum Toronto als Suffraganbistum unterstellt.

## Bischöfe von Hamilton
- 1856–1873 John Farrell
- 1874–1882 Peter Francis Crinnon
- 1883–1887 James Joseph Carbery OP
- 1889–1924 Thomas Joseph Dowling
- 1924–1937 John Thomas McNally, dann Erzbischof von Halifax
- 1937–1973 Joseph Francis Ryan
- 1973–1983 Paul Francis Reding
- 1984–2010 Anthony Frederick Tonnos
- 2010–0000 David Douglas Crosby OMI